# اكارفيتين (سورن)
اكرفيتين هو دُوَّار يقع بجماعة سيدي يعقوب، إقليم أزيلال، جهة بني ملال خنيفرة في المملكة المغربية.  يضم قرابة 35 دار  كلها تفرعت عن أصول أربعة، وهي .أيت محمد  وأيت ابراهيم .وأيت لشكر . وأيت حماني . ينتمي الدوّار لمشيخة سورن التي تضم 18 دوار. يقدر عدد سكانه بـ 233 نسمة حسب الإحصاء الرسمي للسكان والسكنى لسنة 2004.

## روابط خارجية
- البوابة الوطنية للجماعات الترابية
- المندوبية السامية للتخطيط